# آقداش سفلی
آقداش سفلی یک روستا در ایران است که در دهستان پائین برزند واقع شده‌است. آقداش سفلی ۱۶۸ نفر جمعیت دارد.